# 泊高橋

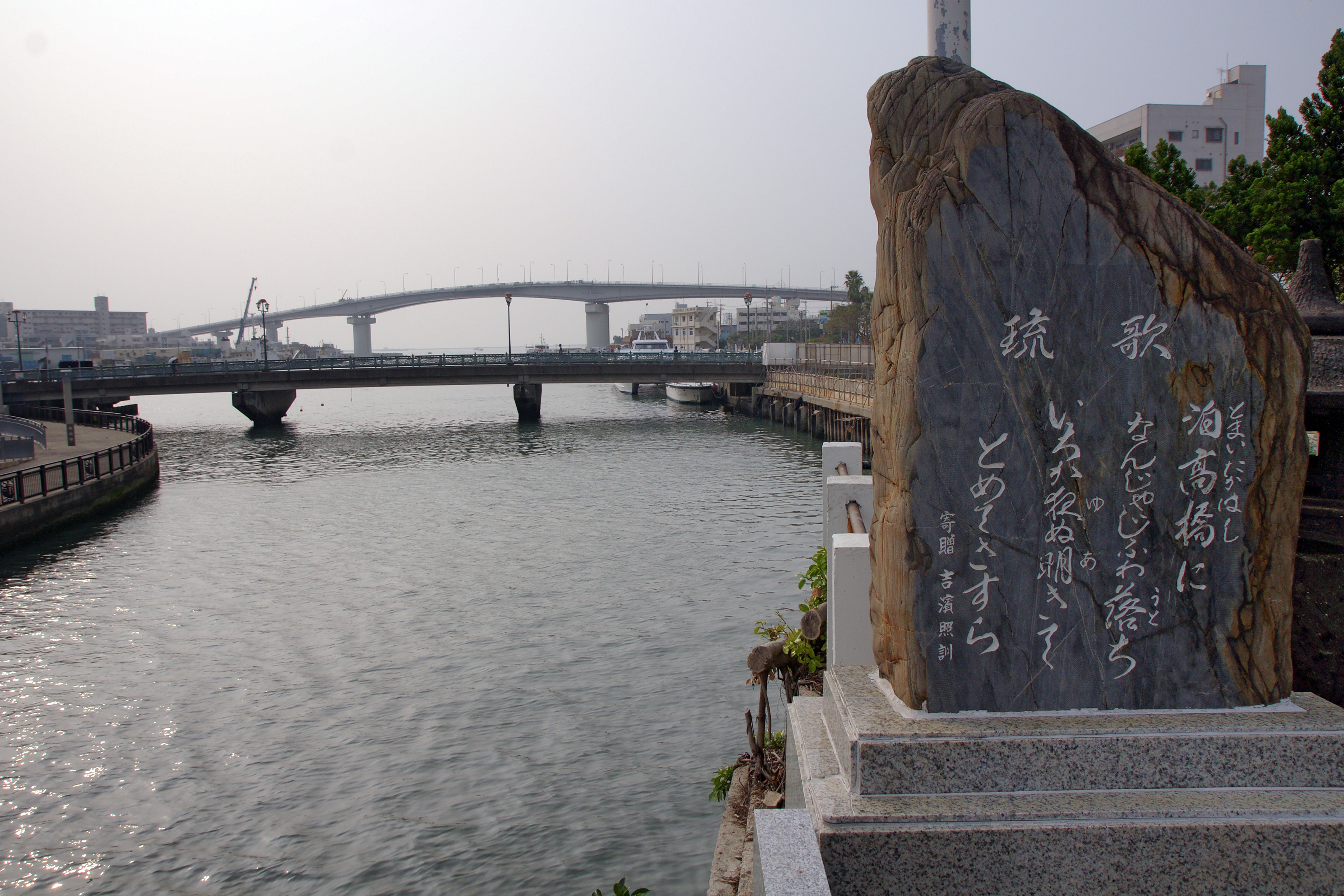
袂から泊ふ頭を望む

泊高橋（とまりたかはし）は、沖縄県を流れる安里川河口に架かる橋であり、那覇市泊と前島に跨る。国道58号那覇市内の要所で、交差点やバス停の名称にもなっている。

## 歴史
泊村と兼久（前島）を結ぶ橋は古くは木製であったが、1699年（尚貞王31年）から翌年にかけて延べ2万5千人が動員され石橋に架け替えられた。船が往来できるように3段の階段を設けアーチ部分を高くしたことから高橋の名が付いた。特に夕日に映える橋の姿は名勝とされ、1854年（尚泰王7年）にロシア艦隊提督秘書官として沖縄を訪れた作家イワン・ゴンチャロフも賞賛している。
1909年（明治42年）、那覇と嘉手納を結ぶ客馬車を通すために両岸から盛り土をして傾斜を緩やかにする工事が行われ、1912年（明治45年）頃には河川改修に伴って前島側に木造橋が増設されている。1914年（大正3年）、橋の東側に沖縄電気軌道の電車を通すための鉄橋が増設された。1934年（昭和9年）には路面の石の一部を取り除いてコンクリート橋にする改装が行われたが、石組みが精緻であったため工事は困難を極めたといわれる。沖縄戦が始まると、敵方に利用されることを恐れた日本軍によって破壊された。戦後しばらくの間はアメリカ軍が設置した仮橋が使われていたが、1952年に新たに架け替えられた。

## 周辺
- 泊橋
- 泊みなと橋
- 泊大橋
- 那覇港（泊埠頭）
- とまりん